# Cursed Infernal Steel
Cursed Infernal Steel è il quarto album della black metal band polacca Hell-Born.

## Disco
Composto da 10 brani, è il primo (ed unico) album col batterista Necrolucas, ingaggiato in sostituzione di Krzysztof Jankowski, il quale aveva lasciato la band poco prima dell'inizio della fase di registrazione, nel 2005. Necrolucas lascerà la band nel 2006, anno della pubblicazione, sostituito dal batterista attuale Paweł Jaroszewicz.

## Tracce
Testi di Baal Ravenlock. Musiche di Baal Ravenlock, Les, Jeff e Necrolucas.
1. Impaled Archangels – 4:49
2. The Crown Is Mine – 4:34
3. Empire Deep Down Under – 4:15
4. The Black Flag of Satan – 4:27
5. Necromonstrosity – 4:38
6. Hellspawn – 5:18
7. When Ancient Horror Lives – 3:30
8. Stonecold – 4:26
9. Cursed Infernal Steel – 4:25
10. Glorius Triumph of Darkness – 4:06

## Formazione
- Baal Ravenlock – voce, basso
- Les – chitarra solista, cori
- Jeff – chitarra ritmica, cori
- Necrolucas – batteria